# Sultan River
Der Sultan River ist ein Fluss im Snohomish County im US-Bundesstaat Washington. Er ist ein Nebenfluss des Skykomish Rivers, in welchen er in der Stadt Sultan mündet. Der Fluss ist in seinem oberen Drittel durch den Culmback Dam aufgestaut und bildet den Spada Lake.
Sowohl der Sultan River als auch die Stadt Sultan wurden von Prospektoren nach einem Häuptling der Snohomish benannt, die in den 1870er Jahren am Skykomish River lebten. Dessen Name war Tsul-tad oder Tseul-tud, welches von den Bergleuten in Sultan anglisiert wurde.
Das Einzugsgebiet des Sultan Rivers war im Pleistozän stark vergletschert. Der Fluss fließt durch eine deutlich von einem Gletscher geformte Rinne. Der obere South Fork Sultan River fließt durch ein klassisches Trogtal, das von einem Gletscher durch Diorit geschnitten wurde. Die Hauptzuflüsse des Sultan Rivers – der North Fork, der South Fork, der Elk Creek und der Williamson Creek – fließen durch enge Täler und konvergieren im unteren Sultan-Becken, wo der Talboden relativ breit ist. Der Sultan River verlässt dieses Becken, indem er abrupt in einen engen Canyon stürzt.
Pleistozäne Gletscher breiteten sich durch die Täler von Sultan River und seinen Zuflüssen aus und wurden im unteren Becken vereinigt. Von dort aus wurde das Eis nach Westen gedrückt, durch das heutige Tal des Pilchuck Rivers. Heute sind die beiden Flüsse durch die Endmoräne einer Eisfront getrennt, die das Pilchuck Valley aufwärts getrieben wurde, den Sultan River staute und einen See schuf. Dieser Gletschersee floss schließlich westwärts ab und schuf einen Schwemmfächer. Der postglaziale Sultan River schnitt sich durch diesen Schwemmfächer und schuf so seinen heutigen Lauf aus dem unteren Becken heraus.

## Verlauf
Der Sultan River entspringt an den Crested Buttes. Er fließt nordwestwärts, dann südwestwärts in den Spada Lake. Der Spada Lake, der Rückstau des Culmback Dam, ist die Haupttrinkwasserquelle von Everett. Der South Fork Sultan River vereinigt sich mit dem Hauptstrom, indem er in einen langen Arm an der Südseite des Sees mündet. Der Sultan River verlässt den See und fließt westwärts, dann südwärts bis zu seiner Mündung in den Skykomish River. Die Hauptzuflüsse sind der Elk Creek, der oberhalb des Zuflusses zum Spada Lake mündet, und der Williamson Creek, der vom entfernten Copper Lake kommt und den Spada Lake genau unterhalb des Zuflusses des Sultan River erreicht.

## South Fork
Der South Fork entsteht am Zusammenfluss von North Fork South Fork und Middle Fork South Fork; er fließt dann nordwestwärts und ergießt sich in den südlichen Arm des Spada Lake.

### North Fork South Fork
Der North Fork South Fork Sultan River entspringt an der Wasserscheide zum Salmon Creek und fließt westwärts. Er vereinigt sich mit dem Middle Fork South Fork zum South Fork Sultan River.

### Middle Fork South Fork
Der Middle Fork South Fork Sultan River entspringt am Osthang des Mount Stickney. Er fließt etwa vier Kilometer nach Norden und vereinigt sich mit dem North Fork South Fork; dabei bilden sie den South Fork Sultan River.

### South Fork South Fork
Der South Fork South Fork Sultan River beginnt am Abfluss des One Acre Lake, fließt nordwärts und erreicht den South Fork gerade oberhalb seiner Mündung in den Spada Lake.

## Geschichte
Die Prospektion im Becken des Sultan Rivers begann etwa 1870. Goldlager wurden frühestens 1869 an den Kiesbänken entlang des Flusses durch kleinräumige Waschvorgänge entdeckt. Reiche Lagerstätten wurden einige Jahre später im Becken entdeckt. 1891 erfolgte die Hauptentdeckung – die sogenannte 45 vein (deutsch „Ader 45“), in der Mine 45. Die weitere Entwicklung hing von den Transportmöglichkeiten ab, die nur langsam voranschritten. 1896 wurde die 45 Mine der erste Produzent des Sultan Basin. Eine unbefestigte 32 Kilometer lange Planwagenstraße wurde von der Mine nach Sultan zum Zugang zur Eisenbahn und zum Skykomish River gebaut. Außerdem entstand ein Trail über den Marble Pass nach Silverton.